# Jarosław Szymczyk
Jarosław Jakub Szymczyk (ur. 21 marca 1970 w Katowicach) – polski policjant, generalny inspektor Policji w stanie spoczynku, w latach 2016–2023 komendant główny Policji.
W latach 2007–2008 komendant wojewódzki Policji w Rzeszowie, w latach 2008–2012 zastępca komendanta wojewódzkiego Policji w Katowicach, w latach 2012–2015 komendant wojewódzki Policji w Kielcach, w latach 2015–2016 komendant wojewódzki Policji w Katowicach.

## Życiorys
Ukończył Wyższą Szkołę Policji w Szczytnie i Uniwersytet Wrocławski. W 2016 na Wydziale Filologicznym Uniwersytetu Śląskiego w Katowicach uzyskał stopień doktora nauk humanistycznych w zakresie językoznawstwa, w oparciu o napisaną pod kierunkiem Jadwigi Stawnickiej pracę pt. Modalność deontyczna w policyjnych aktach prawnych.
Służbę w Policji rozpoczął w 1990 w komendzie rejonowej w Gliwicach. W 2001 został komendantem jednego z komisariatów w tym mieście. Od 2005 do 2006 sprawował funkcję zastępcy gliwickiego komendanta miejskiego, natomiast w latach 2006–2007 był komendantem miejskim Policji w Gliwicach.
We wrześniu 2007 został komendantem wojewódzkim Policji w Rzeszowie, natomiast w kwietniu 2008 – zastępcą komendanta wojewódzkiego w Katowicach (od 2011 jako pierwszy zastępca). W lutym 2012 powołany został na stanowisko komendanta wojewódzkiego Policji w Kielcach. 27 czerwca 2014 prezydent Bronisław Komorowski mianował go na stopień nadinspektora Policji. Akt mianowania odebrał 21 lipca 2014. W lutym 2015 objął funkcję komendanta wojewódzkiego Policji w Katowicach.
13 kwietnia 2016 został powołany na stanowisko komendanta głównego Policji. 13 lipca 2018 prezydent Andrzej Duda mianował go na stopień generalnego inspektora Policji. Akt mianowania odebrał 20 lipca 2018. 7 grudnia 2023 został odwołany ze stanowiska komendanta głównego Policji. Był najdłużej urzędującym komendantem głównym w historii Policji.
10 czerwca 2024 został członkiem rady nadzorczej Piasta Gliwice z rekomendacji mniejszościowego akcjonariusza Zbigniewa Kałuży. Przestał pełnić funkcję 29 czerwca tego samego roku. W 2025 podjął pracę w charakterze konsultanta w prywatnej agencji detektywistycznej.

## Kontrowersje
W okresie pełnienia przez Szymczyka funkcji komendanta głównego Policji miały miejsce ponadto inne szeroko komentowane wydarzenia, m.in. śmierć Igora Stachowiaka w maju 2016, śmierć w grudniu 2023 zaginionej i poszukiwanej 14-latki w Andrychowie oraz zabójstwo w grudniu 2023 we Wrocławiu dwóch funkcjonariuszy Policji na służbie. 
W marcu 2023 wystąpił rekordowo wysoki poziom wakatów w Policji i tym samym najniższa od ponad 10 lat liczba policjantów w Polsce.

## Postępowanie karne
14 grudnia 2022 doznał lekkich obrażeń w wyniku eksplozji, która miała miejsce w siedzibie KGP w jego gabinecie. Według MSWiA i samego Szymczyka, źródłem wybuchu był otrzymany podczas oficjalnej wizyty na Ukrainie (w czasie rosyjskiej inwazji na ten kraj) podarunek,  granatnik przeciwpancerny, opisany przez stronę ukraińską jako całkowicie unieszkodliwiona tuba po granatniku; miał  wystrzelić po tym, jak komendant nią poruszył. Jak przyznał, broń i amunicję wwiózł nieumyślnie do kraju przekraczając zewnętrzną granicę UE z paszportem dyplomatycznym, nie posiadając zgody przewozowej i nie zgłaszając tego faktu Straży Granicznej. W toku śledztwa odnaleziono łącznie trzy granatniki, w tym jeden z namalowanymi kwiatami. 
W 2024 Prokuratura Okręgowa w Warszawie przedstawiła mu zarzuty posiadania broni palnej bez wymaganego zezwolenia i sprowadzenia zdarzenia powszechnie niebezpiecznego. Termin rozprawy wyznaczono na 13 listopada 2025.

## Odznaczenia
- Krzyż Oficerski Orderu Odrodzenia Polski (2022)[26][27]
- Brązowy Krzyż Zasługi (2004)[28][7]
- Srebrny Medal za Długoletnią Służbę (2012)[1][7]
- Złota, Srebrna i Brązowa Odznaka „Zasłużony Policjant” (2011, 2008 i 2005)[1][7]
- Srebrny Medal „Za zasługi dla obronności kraju” (2010)[7]
- Brązowy Medal „Za zasługi dla obronności kraju”[29]
- Złota Odznaka „Zasłużony dla Ochrony Przeciwpożarowej” (2017)[30]
- Brązowa Odznaka „Zasłużony dla Ochrony Przeciwpożarowej” (2015)[31][29]
- Medal „Pro Patria”[29]
- Medal 20-lecia NSZZ Policjantów[29]
- Odznaka Honorowa Biura Ochrony Rządu[32]
- Medal 100-lecia ustanowienia Sztabu Generalnego Wojska Polskiego (2018)[33]
- Medal Trzydziestolecia Powołania Straży Granicznej (2022)[34]
- Medal „Zasłużony dla Prokuratury Rzeczypospolitej Polskiej” (2018)[35]
- Medal „W służbie Bogu i Ojczyźnie” (2019)[36]
- Złoty Krzyż Biskupa Polowego Deo et Patriae (2023)[37]
- Medal za Zasługi dla Związku Zawodowego Pracowników Policji (2023)[38]